# 血のエクソシズム/ドラキュラの復活
『血のエクソシズム/ドラキュラの復活』（ちのエクソシズム/ドラキュラのふっかつ、Scars of Dracula）は、1970年に公開されたイギリスのホラー映画。『ドラキュラ 血の味』に次ぐシリーズ6作目。ドラキュラの身につけていたケープに蝙蝠の血が落ち、その血を浴びて、灰の中からドラキュラが復活する。この後は舞台を現代に移した第7作『ドラキュラ'72』に続く。監督はロイ・ウォード・ベイカー、製作はハマー・フィルム・プロダクションズ、出演はクリストファー・リー、デニス・ウォーターマン、ジェニー・ハンリー、パトリック・トラウトンである。
一部の批評家の評価は好ましくなかったが、この映画はブラム・ストーカーの原作『吸血鬼ドラキュラ』に最も忠実なドラキュラ映画と言われている。クリストファー・リーは自身にとって1958年の『吸血鬼ドラキュラ』を除けば最も印象に残ったハマー映画だと後年語っている。

## キャスト
| 役名           | 俳優                   | 日本語吹替                        |
| 役名           | 俳優                   | 日本テレビ版                      |
| -------------- | ---------------------- | --------------------------------- |
| ドラキュラ伯爵 | クリストファー・リー   | 家弓家正                          |
| サイモン       | デニス・ウォーターマン | 松橋登                            |
| サラ           | ジェニー・ハンリー     | 岡本茉利                          |
| クローブ       | パトリック・トラウトン | 及川ヒロオ                        |
| 神父           | マイケル・グウィン     | 千葉耕市                          |
| タニア         | アヌーシュカ・ヘンペル | 小谷野美智子                      |
| ランドフォード | マイケル・リッパー     | 藤本譲                            |
| ジュリー       | ウェンディ・ハミルトン | 沢田敏子                          |
| 不明 その他    |                        | 加藤正之                          |
|                |                        |                                   |
| 演出           | 演出                   | 佐藤敏夫                          |
| 翻訳           | 翻訳                   | 井場洋子                          |
| 効果           |                        |                                   |
| 調整           |                        |                                   |
| 制作           | 制作                   | 東北新社                          |
| 解説           | 解説                   | 水野晴郎                          |
| 初回放送       | 初回放送               | 1974年8月7日 『水曜ロードショー』 |